# Nina y Emma
Nina y Emma es una película uruguaya estrenada en 2023. Está guionada y dirigida por Mercedes Cosco y es su ópera prima. Se estrenó en el Festival de Cinemateca el 12 de abril de 2023 y su avant premiére fue el 4 de mayo de 2024 en la Sala Zitarrosa. Está protagonizada por Alfonsina Carrocio y Valentina Pereyra y fue producida por Ipsilon Films, con el apoyo de 4D Lab, Macedonia Estudio, UCU, Montevideo Audiovisual, Sala Zitarrosa, Ruta y Quesur.

## Argumento
Nina (Alfonsina Carrocio) y Emma (Valentina Pereyra) son dos amigas jóvenes que emprenden sus primeras vacaciones de verano juntas. La playa, las noches de fiesta, la música, las búsquedas personales: el balneario se convierte en el escenario ideal para esta transición a una nueva etapa de su vida. Cuando Emma empieza a salir con alguien que conoce en una de esas noches, la dinámica entre las dos amigas se verá sacudida y Nina atravesará un verano de profundos cuestionamientos.

## Reparto
El reparto está compuesto por:
- Alfonsina Carrocio como Nina
- Valentina Pereyra como Emma
- Santiago Musetti como Gonzalo
- Cecilia Caballero como Mariana
- Mayela Arteaga como Natalia
- Tomás Piñeiro Borges como Martín
- Joel Fazzi como Tomás
- Camilo Ripoll como Agustín
- Patricia Horowitz como la DJ
- Gabriela Freire como Chica Baño
- Josefina Del Campo como Chica Fiesta